# Daniel Rowden
Daniel Rowden (Buckhurst Hill, 9 september 1997) is een Brits atleet  die is gespecialiseerd in de 800 m. Hij nam eenmaal deel aan de Olympische Spelen en won hierbij geen medaille.

## Biografie
In 2021 nam Rowden deel aan de uitgestelde Olympische Spelen van 2020 in Tokio. Dankzij een tweede plaats in zijn reeks kon Rowden zich kwalificeren voor de halve finale van de 800 meter. In deze halve finale eindigde Rowden op de vijfde plaats waarmee hij zich niet kon kwalificeren voor de finale.

## Titels
- Brits kampioen 800 m - 2020

## Persoonlijke records

### Outdoor
| Afstand | Prestatie | Datum             | Plaats  |
| ------- | --------- | ----------------- | ------- |
| 400 m   | 44,48 s   | 6 juni 2015       |         |
| 800 m   | 1.44,09   | 15 september 2020 | Zagreb  |
| 1500 m  | 3.54,65   | 9 augustus 2017   | Watford |

## Prestaties

### 800 m
Kampioenschappen
- 2017:  EK U23 - 1.48,1
- 2018: 6e in ½ fin. EK - 1.46,98
- 2021: 5e in ½ fin. OS - 1.44,35
- 2022: 5e in ½ fin. EK - 1.48,80
- 2022: 3e in ½ fin. WK - 1.46,27

Diamond League-podiumplaatsen
- 2021:  Doha Diamond League - 1.44,60